# Мюнзинген, Анна фон
Анна фон Мюнзинген, или Анна из Адельхаузена (нем. Anna von Munzingen, или Anna von Adelhausen; умерла после 1327) — немецкая религиозная писательница и хронистка, настоятельница доминиканского монастыря Благовещения Девы Марии в Адельхаузене (Фрайбург-им-Брайсгау, Баден-Вюртемберг), представительница женского христианского мистицизма XIV века.

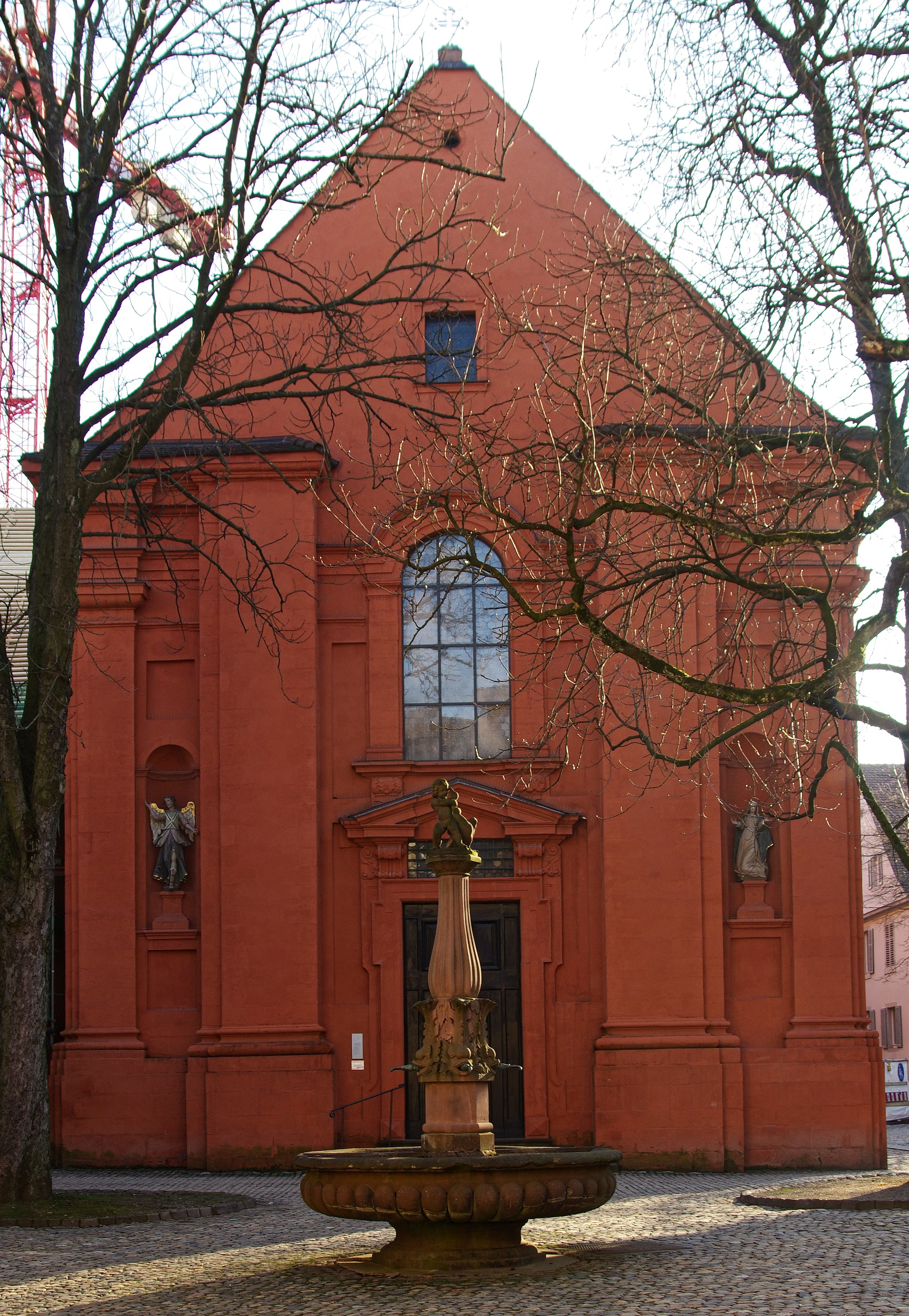
Соборная церковь Благовещения Девы Марии и Св. Катарины в Адельхаузене (XIII в.)

## Жизнь и труды
Год рождения неизвестен, происходила из влиятельной патрицианской семьи Фрайбурга-им-Брайсгау, предки которой, возможно, были выходцами из швейцарского Мюнзингена (совр. кантон Берн) или одноимённого города в Вюртемберге. Согласно документам женского доминиканского аббатства в Адельхаузене, относившегося к Констанцскому диоцезу, в 1316—1317 и 1319—1327 годах занимала должность его настоятельницы.
Около 1318 года составила «Книгу жития блаженных сестёр-основательниц монастыря проповедников в Адельхаузене под Фрайбургом» (нем. Buch des lebens der seligen ersten swesteren des closters unser frowen de annuntiatione in Adelhusen by Friburg, prediger ordens), или «Адельхаузенскую сестринскую книгу» (нем. Adelhauser Schwesternbuchs), содержащую жизнеописания 37 местночтимых святых монахинь и получившую позже известность в качестве «Хроники визионерок Адельхаузена» (нем. Chronik der Mystikerinnen von Adelhausen).
По своему содержанию, структуре и функциональному назначению труд этот представляет собой не столько историческую хронику, сколько сюжетно связанный сборник биографий первых монахинь Адельхаузена, и является образцом т. н. «сестринских книг» (нем. Schwesternbuch), бытовавших в женских немецких доминиканских монастырях XIV столетия. Жанр подобных сочинений, наиболее известными из которых являются книги настоятельницы Унтерлинденского аббатства в Кольмаре Катарины фон Геберсвайлер (1310—1320), монахини из обители в Энгельтале (Нюрнберг) Кристины Эбнер (1342), сестры Элизабет фон Кирхберг из Кирхбергского монастыря в вюртембергском Зульце (1300—1349), «Житие сестёр обители Тёсс» Элизабет Штагель из Винтертура (1340) и др, находится на стыке средневековой историографии и агиографии. Наряду с реальными фактами из истории монастырей и местных епархий, «сестринские книги» содержат немало легендарной информации и описаний чудес, характеризующих не только различные аспекты жизни монашеских общин, но и особенности религиозного менталитета своей эпохи.
«Хроника» Анны фон Мюнзинген, основными источниками для которой послужили как личные наблюдения автора, так и записанные ею воспоминания монахинь старшего поколения, отличается от традиционных «сестринских книг» заметно большим вниманием к событиям вне пределов обители Адельхаузена, история которой излагается с момента основания её германским королём Рудольфом I в 1234 году. Несмотря на то, что рассказы о мистических переживаниях, видениях и монашеских аскетических практиках в ней заметно превалируют над сообщениями о реальных исторических фактах, она содержит немало сведений как по истории Констанцского диоцеза, так и ордена проповедников.
Анализ произведения Анны фон Мюнзинген свидетельствует об определённом влиянии на её мировоззрение идей видного немецкого писателя-мистика XIII века Мехтильды Магдебургской, а также современного ей философа и богослова мейстера Экхарта из Хоххайма.
Между 1462 и 1485 годами сочинение Анны фон Мюнзинген было переработано и дополнено доминиканским теологом-реформатором и хронистом Иоганнесом Мейером, немало способствовавшим его популяризации в церковных и монастырских кругах Германии накануне реформации.
Автограф «Хроники» Анны фон Мюнзинген не сохранился; наиболее ранняя её рукопись датируется 1433 годом и хранится в Городском архиве Фрайбурга (Signatur B 1 Nr. 98). Научное издание хроники подготовлено было по указанной рукописи в 1880 году Иоганном Кёнигом для 13-го тома журнала «Архив Фрайбургской епархии», издававшегося Историко-филологической комиссией местного диоцеза.

## Издания
- Die Chronik der Anna von Munzingen nach der ältesten Abschrift mit Einleitung und fünf Beilagen. Hrsg. von Johann König // Freiburger Diözesan-Archiv. — Band 13. — Freiburg im Breisgau: Herder, 1880. — S. 129—193.